# Brenno de Winter
Brenno Johan Simon Aymard August Frans de Winter (Ede, 6 december 1971) is een voormalig Nederlandse onderzoeksjournalist met specialisatie in IT-beveiliging en privacy.
Hij schreef voor verschillende vaktijdschriften (onder andere PC-Active en Computer!Totaal), nieuwswebsites (onder andere NU.nl en Webwereld), diverse e-zines en eigen uitgaven. Hij zorgde voor controverses met door hem ingediende informatieverzoeken op basis van de Wet openbaarheid van bestuur (Wob) bij onder andere Jeltje van Nieuwenhoven (in haar functie van OV-ambassadeur)[dode link] en honderden Wob-verzoeken bij alle Nederlandse gemeenten en provincies. Doordat niet alle instanties wilde voldoen aan zijn Wob-verzoeken, werden geregeld rechtszaken door De Winter tegen hen aangespannen. De Nederlandse Vereniging van Journalisten (NVJ) staat De Winter hierin bij. In de uitspraak van de Haagse rechtbank op 4 mei 2010 werd De Winter in het gelijk gesteld, waarmee is bevestigd dat gemeentes geen leges mogen heffen voor het beroep op de Wob. In april 2010 was De Winter betrokken bij de openbaarmaking van de besteding van de FENS-gelden (1,3 miljard euro) door de NS. Na de publicaties en mediaoptredens van De Winter rond het eenvoudig kraken van de OV-chipkaart besloot de Minister van Infrastructuur en Milieu het uitzetten van het NVB in Stadsgewest Haaglanden met in ieder geval 1 maand uit te stellen. Villamedia Magazine riep De Winter in december 2011 uit tot Journalist van het Jaar.

## Opensourcesoftware
Vanaf 1993 schreef De Winter software voor bedrijfsmatige toepassingen. Sinds 1995 richt hij zich op projecten met opensourcesoftware als basis. Vanaf eind negentiger jaren geeft hij hierover lezingen en trainingen en adviseert hij organisaties over hun IT-beveiliging.

## Journalist
Vanaf 2000 is De Winter ook als journalist werkzaam. De door hem geschreven artikelen in vaktijdschriften richten zich vooral op de zakelijke kanten van de IT-industrie en de technische facetten van opensourcesoftware en IT-beveiliging. In zijn werk als onderzoeksjournalist maakt hij veelvuldig gebruik van de Wob. Dit heeft in het verleden tot controverses geleid.

### Vertrouwen OV-chipkaart
Jeltje van Nieuwenhoven schreef, in haar functie van OV-ambassadeur, het rapport ´De OV-chipkaart, de reiziger en het vertrouwen´[dode link] waarin zij onder andere concludeert dat "veel reizigers zich niet erg druk [maken] over privacy: het wordt pas een issue als er in de media een issue van wordt gemaakt. Een minderheid vindt privacy daarentegen wel belangrijk". De Winter vond dat deze beweringen en andere stellingen en aanbevelingen uit dit rapport niet onderbouwd werden en diende derhalve een Wob-verzoek in om inzicht te krijgen in de gegevens waar deze claims op gebaseerd zijn. Van Nieuwenhoven wees dit verzoek af. De Winter stapte hierop naar de rechter.

### Nederland Open in Verbinding
Tijdens de programma's Open Standaarden en Open Source Software, later Open Source als Onderdeel van de Software Strategie (voor de overheid), (OSOSS) (2002-2007) en diens opvolger Nederland Open in Verbinding (NOiV) (2008-2011) volgde De Winter de ontwikkelingen kritisch. Toen bleek dat het beleid van de Tweede Kamer niet aansloot op de uitvoering door de IT-afdelingen van de overheid, beriep De Winter zich bij de Vereniging van Nederlandse Gemeenten (VNG) op de Wob om meer inzicht te krijgen in de uitvoering. Toen de VNG weigerde de gewenste informatie publiekelijk te maken, volgde een rechtszaak en later Wob-verzoeken bij alle afzonderlijke gemeenten, provincies en veel zelfstandige bestuursorganen.. Dit kwam De Winter op 16 december 2009, bij de presentatie van het boek Een muur van rubber, de WOB in de journalistieke praktijk, op kritiek te staan van het Tweede Kamerlid Pierre Heijnen (PvdA). Deze kritiek werd door de andere aanwezigen, waaronder oud-minister Bram Peper, misplaatst gevonden.

### Strafzaak en sepot
In 2011 is De Winter onderwerp van een strafrechtelijk onderzoek. Voor het blootleggen van zwakheden in de OV-chipkaart en het centrale systeem ervan heeft hij een kraak uitgevoerd. Het bedrijf achter de OV-chipkaart heeft aangifte gedaan. De Winter is door het Openbaar Ministerie aangemerkt als verdachte voor het manipuleren van waardekaarten, het voorhanden hebben van middelen om dat te doen en computervredebreuk. Hij riskeert hiervoor zes jaar gevangenisstraf. Zelf geeft hij aan dit te hebben gedaan als onderdeel van het journalistieke onderzoek om de zwakheden van de OV-chipkaart bloot te leggen en aan de kaak te stellen.
Bij het aantonen van de zwakheden waren ook journalisten van onder andere de NOS, de publieke omroep Powned, Webwereld, RTV Rijnmond betrokken. Tegen hen zou geen aangifte zijn gedaan. Om de juridische kosten te betalen startten NU.nl, Webwereld, PC-Active en GeenStijl een actie om geld in te zamelen. Binnen een uur werd de noodzakelijke €2500 opgebracht en de gelden bleven komen. De zaak sleept lang en heeft volgens De Winter invloed op zijn werk. Hij geeft nu ook aan gehinderd te worden in zijn werk door het Openbaar Ministerie. De Nederlandse Vereniging van Journalisten steunt De Winter in zijn zaak.
Op 8 september 2011 maakte het Openbaar Ministerie bekend dat Brenno de Winter niet strafrechtelijk wordt vervolgd voor fraude, gepleegd met de ov-chipkaart. De officier van justitie constateerde dat De Winter zorgvuldig heeft gehandeld en de grenzen van het toelaatbare niet heeft overschreden. Bovendien wordt in deze zaak belangrijker geacht dat De Winter de kwetsbaarheid van de ov-chipkaart heeft aangetoond, dan de fraude.[dode link]

## Overige activiteiten
- De Winter is bestuurslid van de sectie Freelance van de Nederlandse Vereniging van Journalisten (NVJ).[24][bron?]
- De Winter is secretaris van Stichting Dat Zou Jij Wel Willen Weten.[bron?]
- De Winter is secretaris van de politieke partij GeenPeil.[25]

## Publicaties
- Computer!Totaal: Linux in de praktijk, 2004, Addison Wesley, ISBN 9043009342
- Privacy en internet: Hoe bescherm ik mijn identiteit?, 2011, Academic Service, ISBN 9789012582414
- Open Kaart, 2011, Academic Service, ISBN 9789052619071